# Hamburgo (película)
Hamburgo es una película hispano-rumanan de thriller de 2025, dirigida por Lino Escalera, quien la coescribió con Daniel Remón y Roberto Martín Maiztegui. Está protagonizada por Jaime Lorente, Roger Casamajor e Ioana Bugarin. Se estrenó en el Festival de Málaga el 21 de marzo de 2025, y luego se estrenó en cines españoles el 30 de mayo de 2025, con distribución de Filmax.

## Trama
Germán (Jaime Lorente) se dedica a transportar mujeres a clubes de alterne en la Costa del Rol, donde trabajan como esclavas. Un día, ve la oportunidad de dejar todo eso atrás y decide robar toda la recaudación del club. Sin embargo, eso sólo le deja en más peligro que nunca, y su único objetivo pasa a ser el mismo que el de las chicas que transporta: escapar.

## Reparto
- Jaime Lorente como Germán
- Roger Casamajor como Cacho
- Ioana Bugarin como Alina
- Antonio Buil como Prada
- Asia Ortega como Ana
- Mona Martínez como Tere

## Producción
El 4 de diciembre de 2023, se anunció que el rodaje de la película Hamburgo había concluido en Málaga. Jaime Lorente, Roger Casamajor, Ioana Bugarin, Asia Ortega, Mona Martínez, Tamara Casellas, Manolo Caro y Antonio Buil fueron confirmados como los actores protagonistas. La película fue dirigida por Lino Escalera, quien la coescribió con Daniel Remón y Roberto Martín Maiztegui. El presupuesto total de Hamburgo está cerca de los tres millones de euros, incluyendo un millón de euros procedente de las ayudas generales del ICAA.

## Lanzamiento y marketing
El 25 de febrero de 2025, como parte del anuncio de su programación completa, el Festival de Málaga confirmó que Hamburgo tendría su estreno mundial en el certamen del festival el 21 de marzo de 2025. En marzo de 2025, Filmax lanzó el tráiler completo de la película y programó su estreno en cines españoles para el 30 de mayo de 2025.